# Jaroslav Nemeš
Jaroslav Nemeš (Tótmegyer, 1970. február 27. –) szlovák történész, egyetemi oktató.

## Élete
1988–1992 között a nyitrai Régészeti Intézet munkatársa. Ásatásokon vett részt többek között Bajcson, Berencsen, Csatajon, Létánfalván, Nagycétényben és másutt. 1996–2001 között a nyitrai római katolikus püspöki hivatal könyvtáros–levéltárosa. 1997-ben végzett a Nagyszombati Egyetem történelem szakán. 2006-ban ugyanott doktorált.
1998–2000 között a Rózsahegyi Katolikus Egyetem külső oktatója, 2000-től belső munkatársa. 2007-től a történelem tanszék helyettes, 2010-től megbízott, 2011 óta rendes vezetője. 2014-ben a Comenius Egyetemen docensi fokozatot szerzett, 2015-től a Rózsahegyi Katolikus Egyetem docense.
2010-től a Kultúrne dejiny folyóirat főszerkesztője. Tagja az International Commission for Comparative Ecclesiastical History szlovák bizottságának, a lőcsei Szepesi Történelmi Egyesületnek és egy besztercebányai polgári társulásnak.

## Művei
- 1998 Testament Pavla Bornemisu osvetľuje minulosť Nitrianskeho kódexu. Liturgia 8/2, 178-183.
- 2003 Listy Andreja Hlinku biskupovi Karolovi Kmeťkovi. Historický časopis 51/3, 501-527. (tsz. Peter Zmátlo)
- 2006 Kuriózny objav barokovej plastiky sv. Bernarda v Palárikove (a otázka autorstva Giovanni Giulianiho). In: Svätec a jeho funkcie v spoločnosti 2. Bratislava, 167-177.
- 2006 Nitriansky kódex a jeho posolstvo. Aachen-Óbuda-Nitra. Ružomberok
- 2007 Prehľad dejín Spoločnosti Ježišovej v Uhorsku a Sedmohradsku v 16. storočí. In: Ružomberský historický zborník 1. Ružomberok, 139-159
- 2007 Kodex von Neutra - Geistige Erbschaft der italienisch-griechischen Mönche und ihrer Nachfolger von Aachen. Győr
- 2008 Historické cintoríny-Palárikovo. Bratislava. (tsz. Imrich Szabó)
- 2009 Testament bratislavského kanonika Gašpara Romera z roku 1517 a jeho ekonómia spásy. In: Ružomberský historický zborník 3. Ružomberok, 150-172.
- 2011 Svätovojtešský kult v Cáchach v stredoveku. In: Svätý Vojtech-svätec, doba a kult. Bratislava, 75-88.
- 2012 Pohnuté osudy troch obcí včasoch tureckej nadvlády - sonda do dejín katastra Palárikova. Acta historica neosoliensia 15/1-2, 223-254.
- 2012 Z prameňov dejín raného stredoveku - učebné texty k 16. a 17. storočiu. Ružomberok
- 2013 Triumf barokovej zbožnosti - posledný biskup humanista v Uhorsku. Kultúrne dejiny 1/2, 206-219.
- 2013 Vymenovanie biskupov a najvyšších cirkevných hodnostárov v Uhorsku v 16.storočí. Historia ecclesiastica 4/2, 22-35.

## Elismerései
- 2005 Tótmegyer polgármesterének díja
- 2007 A Katolikus Egyetem rektorának díja
- 2012 laureát Ceny profesora Jána Komorovského (Rastislav Kožiakkal közösen)
- 2013 Tótmegyer emlékoklevele[3]